# Гергана Димитрова (волейболистка)
Гергана Димитрова (родена на 28 февруари 1996) е българска волейболистка. Тя играе за България като посрещач.
Тя участва в Световно първенство по волейбол за жени до 23 години 2017, Световната волейболна Гран При – 2015, Световната волейболна Гран При – 2016, европейски игри 2015 в Баку. 

## Клубна кариера
На клубно ниво тя играе за: до 2014 ЦСКА (София), Волеро (Цюрих, Швейцария) през 2014, Кан (Франция) през 2015 година, след което се завръща във Волеро(Льо Кане, Франция).